# SS Vedic (1918)

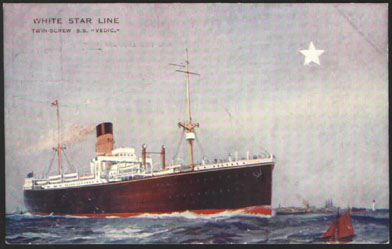
SS Vedic

SS Vedic byl parník společnosti White Star Line postavený v loděnicích Harland & Wolff v Belfastu. Tento parník, dokončený roku 1918, s hrubou prostorností 9332 BRT, byl okamžitě poté mobilizován a do konce války sloužil jako transportní loď. Na službu s cestujícími se vydal až po opravě roku 1920. Sloužil na imigrantské trase Liverpool - Kanada, od roku 1925 sloužil na linkách do Austrálie. Roku 1934 byl vyvázán a rozebrán. Byl to jeden z prvních vyřazených parníků White Star Line po sloučení s Cunard Line, která měla větší podíl a rozhodla se vyřadit několik starých lodí White Star Line.